# 徳円寺 (徳島県佐那河内村)
徳円寺（とくえんじ）は、徳島県名東郡佐那河内村にある浄土宗の寺院。石楠花の寺として有名。東山渓県立自然公園に指定。

## 歴史
文政年間（1818年 - 1829年）に浄智寺の末寺として徳円上人により開山された。
徳円は1816年（文化13年）に阿波国に流化し、鳴門市、阿南市伊島のそとば嶽、吉野川市高越山の天狗嶽で修業を行った後、佐那河内の嵯峨の地を終焉の場所と定めたと云われている。阿波に徳円寺の位置は、密教系の寺院でないかと思わせる程、険しく狭い谷にある。寺院は嵯峨川の上流海抜700mの場所にある。
1824年（文政7年）に信者が協力して寺院を建立した。

## 徳円寺の石楠花
徳円寺は、石楠花の寺として知られており、俗に壁ヶ嶽と呼ばれている境内、前面の断崖、峭壁に、数百本の自生する石楠花が咲き、樹齢120年を越えるものも多い。4月末から5月初めに2～3mの樹上いっぱいに桃色の花が咲く光景はあでやかである。

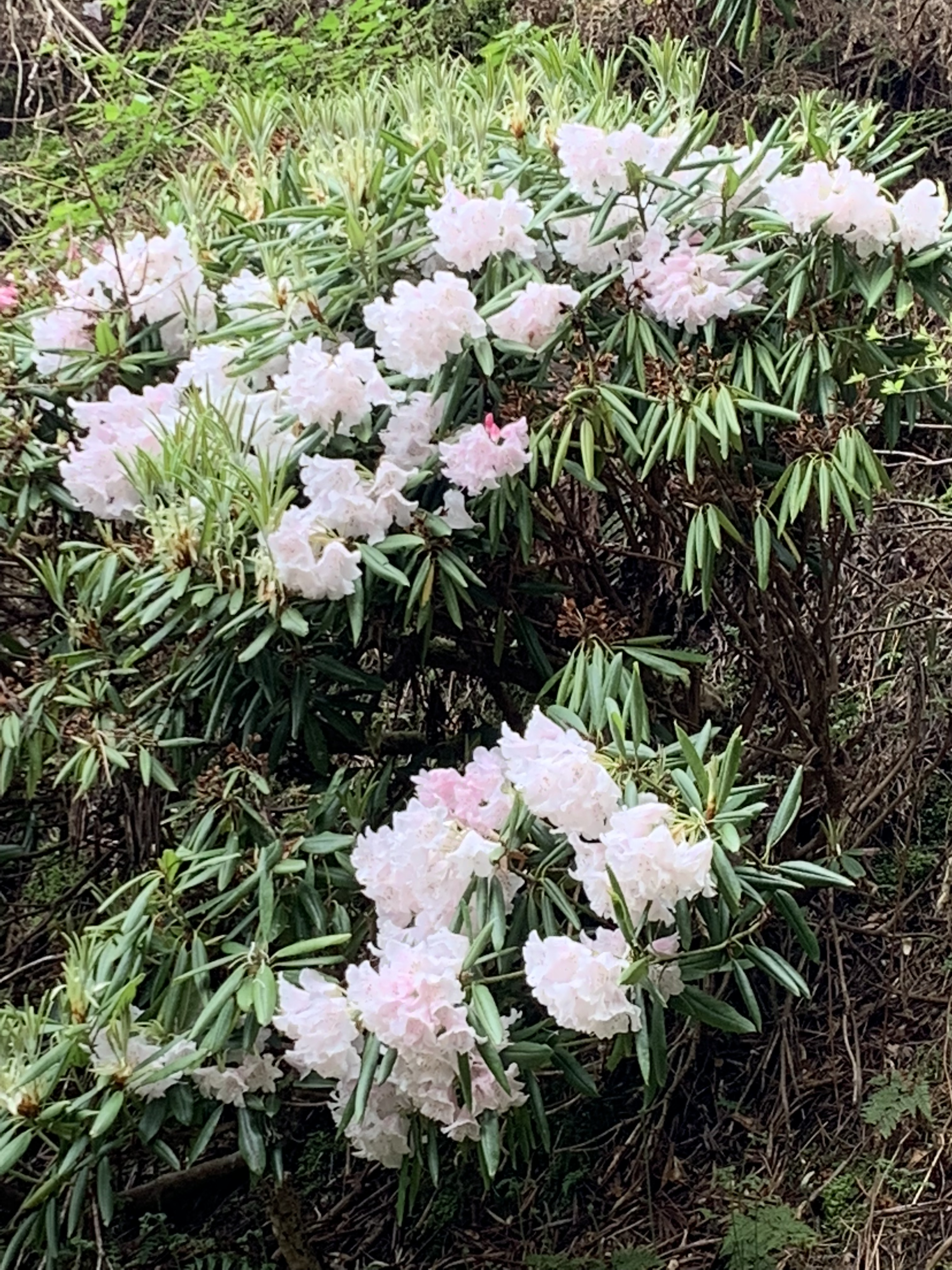
徳円寺のシャクナゲ

## 交通
- JR「徳島駅」より車で約40分。
- 徳島自動車道「徳島インターチェンジ」より車で約50分。